# アイネックス (技術プロダクション)
株式会社アイネックス（英: i-NEX+）は、朝日放送グループホールディングスの連結子会社で、主にテレビ・ラジオ番組に関する技術関連業務を行う総合技術プロダクションである。

## 沿革
- 1992年4月 - 株式会社エー・ビー・シービデオサービス設立。
- 2004年4月 - 特定派遣業務開始。
- 2004年7月 - 株式会社アンツと合併、社名を株式会社アイネックスに変更。
- 2006年11月 - デジタルコンテンツ系一部業務を株式会社デジアサに移管。
- 2007年4月 - 株式会社榊原テレビ機配の業務を移管し、制作技術部門を設立。
- 2018年4月 - 朝日放送グループホールディングス株式会社の連結子会社化。
- 2019年9月 - 朝日放送テレビ（ABCテレビ）制作技術オペレーション部門業務委託化。
- 2021年1月 - カガミの技術部門を事業譲受。

## 所在地
- 大阪府大阪市福島区福島2丁目4-3 ABCアネックス 4F

## 取引先会社
- 朝日放送テレビ
- 朝日放送ラジオ
- スカイ・エー
- テレビ朝日
- テイクシステムズ
- サンテレビジョン

## 主な担当番組
（特に記述がない場合はABC、太字内は現在放映中の番組、無印内は業務全体、「技」内は制作・中継技術のみ、E内はENG技術のみ、※内は編集のみ、M内はMAのみ、C内はCGのみ）